# Schottel GmbH
Die Schottel GmbH mit Hauptsitz in Spay am Rhein ist ein Hersteller von Antrieben und Steuerungen für Schiffe und Offshore-Anwendungen mit über 100 Vertriebs- und Servicestandorten weltweit. 1921 gegründet, entwickelt und fertigt das Unternehmen seit über 75 Jahren rundum steuerbare Antriebs- und Manövriersysteme, komplette Antriebsanlagen sowie Steuerungs- und Automationssysteme für Schiffe verschiedener Arten und Größen. Die Schottel GmbH ist Teil der Schottel Industries GmbH, die außerdem Beteiligungen an Unternehmen im Bereich der Getriebetechnik, Automatisierungstechnik und elektrischer Systemintegration hält.
Das Produktportfolio von Schottel umfasst neun verschiedene Antriebssysteme mit Leistungen zwischen 100 und 30.000 kW. Zu den ausgestatteten Schiffstypen gehören unter anderem Schlepper, Fähren, Fischereischiffe, Marineschiffe, SOVs (Service Operation Vessels), OCVs (Offshore Construction Vessels), Forschungsschiffe, Binnenfrachtschiffe, Dredger, Yachten, Passagier- und Flusskreuzfahrtschiffe sowie Frachtschiffe und Tanker.

## Unternehmensgeschichte

### Gründung und Anfänge im Bootsbau
Am 21. November 1921 gründete der Schlosser Josef Becker (1897–1973) in seinem Heimatort Niederspay in einer alten Scheune seinen eigenen Betrieb, die J. Becker Maschinenbau-Werkstätte.
Neben Reparatur und Bau von Maschinenteilen fertigte Josef Becker im Jahr 1925 in seinem Betrieb ein vollständig aus Eisen bestehendes Boot für einen ortsansässigen Bäcker. Das Boot, später als Schottel-Schaluppe bekannt, zeichnete sich durch ein Spiegelheck, einen hochgezogenen Bug und geringen Wasserwiderstand aus.
Im Jahr 1927 folgte der Bau des ersten Motorboots. Noch im gleichen Jahr übernahm der mittlerweile fünfköpfige Betrieb den Bau des ersten großen Passagierboots für die Schifffahrtsgesellschaft Vomfell aus Braubach. Parallel dazu entwickelte Josef Becker die Schaluppe kontinuierlich weiter und begann im Jahr 1931 die Eisenteile zu verschweißen statt sie, wie in der Branche damals üblich, zu vernieten.
1934 entschied sich Josef Becker aufgrund des Platzmangels in der alten Scheune für den Neubau einer Werft am Rheinufer, am Stromabschnitt „Auf der Schottel“ (Rheinkilometer 578,4). Dieser Stromabschnitt wurde zum Namensgeber der Firma, die von „J. Becker Maschinenbau-Werkstätte“ in „Schottel-Werft“ umbenannt wurde.

### Zweiter Weltkrieg und Besatzungszeit
Während des Zweiten Weltkriegs reduzierte sich die Tätigkeit der Schottel-Werft aufgrund von Mitarbeiter- und Materialknappheit weitgehend auf das Herstellen von Ersatzteilen. Da kein Benzin mehr erhältlich war, konstruierte Josef Becker mitten in den Kriegsjahren einen „Feuerungsherd für Fahrzeuggeneratoren“, den er im Juli 1944 zum Patent anmeldete.
Nach dem Krieg war die Firma in der Lage, die Produktion zunehmend wiederaufnehmen. Die Schottel-Werft wurde zwar im Rahmen französischer Reparationsforderungen beschlagnahmt, jedoch nicht demontiert. Im Schaluppen- und Bootsbau arbeiteten 1946 wieder 25 Mitarbeiter. Zusätzlich war die Schottel-Werft aufgrund des nach wie vor herrschenden Benzinmangels mit dem Bau des im Krieg entwickelten Holzvergasers und mit Schiffsreparaturen im Auftrag der französischen Besatzungsmacht beschäftigt. 1948 wurde die Beschlagnahmung aufgehoben. Zwei Jahre später wurden von den 45 Beschäftigten auch wieder Motorboote gebaut, darunter auch die ersten drei Polizeiboote für das Land Rheinland-Pfalz.

### Erfindung des Ruderpropellers
Technisch und schiffbaulich interessiert, suchte Josef Becker Ender der 1940er Jahre nach einer Kombination aus Antrieb und Steuerung. Im Jahr 1950 entwickelte Josef Becker schließlich den Ruderpropeller: einen Z-Antrieb ohne separates Ruderblatt mit einem 360 Grad, endlos um die eigene Achse steuerbaren Propeller, der Schiffen völlig neue Fahr- und Manövriereigenschaften verlieh. Für diese Erfindung, die einen wesentlichen Beitrag zur Verbesserung des weltweiten Transportwesens leistete, wurde Josef Becker 2005 posthum mit dem Elmer A. Sperry Award ausgezeichnet.
Im Jahr 1952 erfolgte der Markteintritt mit ersten Aufträgen der regionalen Wasserschutzpolizei sowie der niederländischen Wasserstraßenbehörde. 1953 wurde ein weiterer Auftrag über fünfzehn Schiffe durch die französische Rheinarmee vergeben.

### Ausbau der Produktion von Schiffsantrieben
Schon 1957 gingen 70 Prozent der Boote aus der Schottel-Werft ins Ausland. Ein Jahr später gründete Josef Becker in den Niederlanden die erste ausländische Tochtergesellschaft.
Mitte der 60er Jahre erweiterte Schottel sein Angebot um Querstrahlanlagen (TransverseThruster STT). Die Hilfsantriebe, die wahlweise Schub nach backbord oder steuerbord geben, erhöhen die Manövrierfähigkeit. Gleichzeitig gelang mit dem Schottel Ruderpropeller der Einstieg in die expandierende Offshore-Industrie. 1963 lieferte Schottel zwei Ruderpropeller für das französische Kernbohrungsschiff Trebel, das mit dem weltweit ersten dynamischen Positionierungssystem ausgestattet war.
1967 stattete Schottel den ersten Hafenschlepper (Janus) mit Ruderpropellern aus.
1972 begann die Entwicklung des Schottel-Jets, der Vorgänger des PumpJets (SPJ). Der SPJ ist ein 360° steuerbarer, bündig in den Schiffsboden integrierter Wasserstrahlantrieb, der auch in sehr flachem Wasser und damit flachgehenden Schiffen wie Fähren, Pionierbooten und Amphibienfahrzeugen einsatzfähig ist.

### M-Boote
Ende der 1960er Jahre konstruierte und baute die Schottel-Werft das erste sogenannte „M-Boot groß“ für die Bundeswehr, das bei der Pioniertruppe zum Schleppen und Schieben von Fähren und Brückenteilen eingesetzt wurde. Als Nachfolger baute Schottel das „M-Boot klein“ mit einer Länge von 7,45 Metern und einem Tiefgang von nur 60 Zentimetern. Beide Boote wurden mit je zwei Ruderpropeller-Anlagen angetrieben. Bis 1987 wurden von Schottel über 800 M-Boote konstruiert, gebaut und ausgeliefert.
Ab 1987 wurde das „M-Boot 3“ eingeführt, das im Gegensatz zu seinen Vorgängern nicht mehr über einen Ruderpropeller, sondern den SPJ angetrieben wurde.
Nach 50 Jahren verkaufte die Schottel-Werft, die sich inzwischen weitgehend auf den Bau von Schiffsantrieben spezialisiert hatte, im Jahr 1973 die Schaluppenproduktion an eine Werft an der Mosel. Mit rund 16.000 produzierten Booten ist die Schottel-Schaluppe die meistproduzierte Schaluppe der Welt.
Mitte der 90er Jahre entwickelte Schottel den TwinPropeller (STP) mit zwei gleichdrehenden Propellern, der vor allem in Offshore-Anwendungen, Fähren und Flusskreuzfahrtschiffen zum Einsatz kommt.

### Siemens-Schottel-Propulsor
1997 gründeten Siemens und die Schottel-Werft das Konsortium Siemens-Schottel-Propulsor und konzipierten einen neuartigen Antrieb mit einer Leistung bis 30 MW, der sich durch den in einer Unterwassergondel (Pod) eingesetzten Elektromotor von anderen Schottel-Antrieben unterschied. Zum Einsatz kam der SSP unter anderem in den Hochsee-Fähren „Peter Pan“ und „Nils Holgersson“.

### Übernahme des Produktionsstandorts Wismar
1998 übernahm Schottel die WPM Wismarer Propeller- und Maschinenbau GmbH und erweiterte damit das Portfolio um Verstellpropelleranlagen (Controllable Pitch Propeller SCP). Das Unternehmen investierte 30 Millionen DM in den Neubau einer Fertigungs- und Montagestätte. Neben Verstellpropelleranlagen bis 30.000 kW werden in Wismar die größten Ruderpropeller sowie sämtliche ausfahrbare Anlagen gefertigt.
2003 wurde mit dem Schottel Combi Drive (SCD) ein L-Antrieb entwickelt, dessen Elektromotor teilweise im Tragrohr des Antriebs integriert ist, wodurch ein kompaktes Design erreicht wird.

### Neubau des Produktionsstandorts in Dörth
Nach rund zwei Jahren Bauzeit wurde 2015 der neue Produktionsstandort in Dörth im Hunsrück fertiggestellt. Zu den zwei bis zu 280 Meter langen und 18 Meter hohen Produktionshallen gehört auch ein dreistöckiges Verwaltungs-, Sozial- und Technikgebäude. Die Produktions- und Büroflächen erstrecken sich auf insgesamt 23.000 m². Neben fast 300 Arbeitsplätzen in Produktion und Verwaltung bietet der Standort auch 20 Ausbildungsplätze und eine Lehrwerkstatt.
2015 entwickelte Schottel den EcoPeller (SRE), einen Antrieb mit einem vertikal integrierten Elektromotor und kursstabilisierender Finne. 2016 wird er vom Magazin „Marine Propulsion“ mit dem „Fuel Efficiency Award“ ausgezeichnet.
2019 brachte Schottel eine hybrid-elektrische und eine rein mechanische Antriebslösung (SYDRIVE-E, SYDRIVE-M) für die Hybridisierung von Schiffen auf den Markt. Das Hybridantriebssystem ist prädestiniert für Schiffe mit mehreren, aber deutlich unterschiedlichen Operationsprofilen, wie sie bei Schleppern und Arbeitsbooten auftreten.
2020 erweiterte Schottel sein Condition Monitoring um ProCMS: Mithilfe eines 24/7-Zustandsanalyse-Algorithmus werden Daten von verschiedenen Sensoren ausgewertet, was die Überwachung aller relevanten Komponenten der Schottel-Antriebe ermöglicht. Im gleichen Jahr nahm Schottel ein modulares Softwaresystem ins Portfolio auf, in das sich Automatisierungslösungen zur Überwachung aller Prozesse und Komponenten eines Schiffs integrieren lassen. Darüber hinaus wurden das Datenerfassungs- und Übertragungssystem MariHub und die IoT-Datenanalyseplattform MariNet entwickelt.

### Jubiläum
1921 gegründet, konnte die Schottel GmbH 2021 ihr hundertjähriges Bestehen feiern.
2025 erweitert Schottel die Ruderpropellerfabrik in Dörth um ein rund 4.000 m² großes Logistikzentrum, das die bisherigen Warenlager in Dörth und Spay zusammenführt.
Im gleichen Jahr feiert der Schottel Ruderpropeller sein 75-jähriges Jubiläum. Mehr als 17.000 Einheiten wurden bis heute verkauft. Zum Einsatz kommen sie in mehr als 120 verschiedenen Schiffstypen.

### Unternehmen
Rund 900 Mitarbeiterinnen und Mitarbeiter arbeiten für Schottel weltweit. Geschäftsführer der Schottel GmbH ist Stefan Kaul. Aufsichtsratsvorsitzender ist Jörg Ratzke. Das Unternehmen ist Teil der Industriebeteiligungsgesellschaft Schottel Industries GmbH. Eigentümer der Schottel Industries sind die Nachkommen des Gründers der Schottel GmbH sowie die norwegische Frydenbø Industri AS.
Über 150 Servicetechniker kümmern sich global um die Inbetriebnahme, Wartung und Reparatur der Produkte. Produziert wird ausschließlich in Deutschland, an zwei Produktionsstandorten (Dörth im Hunsrück und Wismar) mit einer Gesamtfläche von rund 40.000 Quadratmetern. Zusätzlich unterhält Schottel ein weltweites Netzwerk aus 14 Niederlassungen für Vertriebs- und Serviceleistungen.

### Niederlassungen
- Schottel Nederland B.V., RJ Zoetermeer
- Schottel, Inc., Houma (USA)
- Schottel France s.a.r.l., Meudon
- Schottel Far East (Pte.) Ltd., Singapur
- Schottel do Brasil Propulsoes Maritimas Ltda., Itajai
- Schottel (Suzhou) Trading & Service Co., Ltd., Suzhou (China)
- Schottel Middle East FZE, Dubai
- Schottel Australia Pty Ltd., Fremantle
- Schottel Canada Inc., Quebec
- Schottel de Colombia S.A.S., Cartagena
- Schottel Nordic AS, Frogner
- Schottel Turkey Makina San. ve Tic. Ltd. Şti., Istanbul
- Schottel Italia S.r.l., Bolzano
- Schottel East Asia, Co. Ltd., Gimhae-si (Südkorea)